# Gruffydd ap Rhys II
Gruffyd ap Rhys II (né vers 1150-1160 et mort le 25 juillet 1201) prince du Cantref Mawr dans le Deheubarth (Pays de Galle) pendant quatre années du printemps 1197 à sa mort en 1201.

## Origine
Gruffydd est le fils aîné de Rhys ap Gruffydd et de son épouse Gwenlian fille de Madog ap Maredudd prince de Powys.

## Prince de Deheubarth
La position prééminente acquise par le Deheubarth sous le règne du « Seigneur Rhys » était liée à sa personne et elle ne lui survit pas. À sa mort ses fils se partagent ses domaines et se querellent aussitôt. Gruffydd prend le Cantref Mawr mais il doit aussitôt faire face à son frère cadet Maelgwn ap Rhys qui s'était établi dans le Ceredigion. Peu après son accession, il est capturé par Maelgwin qui le remet à Gwenwynwyn ap Owain roi de Powys qui livre Gruffydd aux anglais.
Après sa libération, Gruffydd reprend ses domaines et une partie de ceux de son frère car Maelgwn doit conclure avec le roi Jean sans Terre  un accord qui le maintient dans une partie du Ceredigion en échange de la restitution du château de Cardigan qui avait été pris par leur père. En juillet 1201, quand son autre frère Maredudd ap Rhys qui contrôlait le Cantref Bychan en Ystrad Tywi est tué, il s'empare de ses domaines mais Gruffydd meurt d'une fièvre trois semaines après, le 24 juillet 1201.

## Union et postérité
De son épouse depuis 1189 Matilda fille de William III de Braose († 1211), lord de Radnor, Brecon, Abergavenny et Gower. Il laisse deux fils :
- Rhys Ieuanc  († 1222) règne sur le Cantref Mawr à parir de 1204
- Owain († 1235) succède à son frère dans le Cantref Mawr de 1204 à 1235. Son fils Maredudd  († 1265) est le dernier membre de la famille à régner sur le Cantref Mawr de 1235 à 1265.

## Sources
- (en) Mike Ashley The Mammoth Book of British Kings & Queens (England, Scotland and Wales) Robinson London (1998) (ISBN 1841190969) « Gruffydd ap Rhys (II) » p. 342.